# Pantà Granges del Gat
La zona humida Pantà de les granges del Gat està formada per un pantà artificial de dimensions mitjanes, per una petita bassa situada al seu nord-oest, i per una zona intermèdia amb un extens canyissar. Es tracta d'una zona de 6,35 Ha de superfície total, situada al terme municipal d'Aitona, que vessa les seves aigües a la Clamor (afluent del Segre pel seu marge dret) i recull les aigües procedents de diferents recs situats a petites conques laterals de la Clamor.
El pantà principal té una forma aproximadament rectangular i presenta un cinyell helofític ben desenvolupat, amb canyís i boga, que forma diferents illes i arriba a cobrir una bona part de la superfície de l'aigua, al sector oriental del pantà. Als marges hi ha alguns arbres dispersos (tamarius i pollancres bàsicament), que no arriben a constituir un bosc de ribera diferenciat.
La bassa del nord-oest, de forma allargassada, presenta nombrosos tamarius (Tamarix canariensis) en tot el seu perímetre, que formen un interessant bosc de ribera, així com un cinyell helofític de canyissar i un bogar ben constituït a la part central.A la zona intermèdia entre els dos pantans, que ocupa gairebé la meitat de la superfície de la zona humida (unes 3 Ha) s'hi desenvolupa un extens canyissar, amb peus dispersos de tamarius.
Pel que fa als hàbitats d'interès comunitari, destaquen els tamarigars, identificables amb l'hàbitat 92D0 "Bosquines i matollars meridionals de rambles, rieres i llocs humits (Nerio-Tamaricetea)".
Aquesta zona té interès sobretot per als ocells aquàtics, que troben en aquest sector un punt de repòs i reproducció, en un entorn agrari amb abundants arrossars on els ocells van a alimentar-se. S'hi observa amb regularitat arpella (Circus aeruginosus), així com d'altres espècies d'ocells aquàtics, com anàtides, fotges, etc. Als arrossars dels voltants també són freqüents els cames llargues.
A la zona s'observen alguns abocaments de residus (runes, caixes de fruiters, etc.) i hi ha diverses captacions d'aigües, tant dins dels dos pantans com als voltants. Hi ha també algunes línies elèctriques que creuen el pantà, que poden ser perilloses per a les aus. S'hi realitzen cremes periòdiques que han ocasionat la mort d'alguns arbres (diversos tamarius, etc.). Les variacions dràstiques de nivell de les aigües i la seva eutrofització -amb possibles episodis puntuals de contaminació- són d'altres factors que poden afectar negativament l'espai.